# Peter Stehle
Peter Stehle (1958) è un ex sciatore alpino tedesco che gareggiò per la nazionale tedesca occidentale.

## Biografia
Peter Stehle, originario di Oberstaufen, è fratello di Sylvia e padre di Dominik e Johannes, a loro volta sciatori alpini. Agli Europei juniores di Gällivare 1976 vinse la medaglia di bronzo nella discesa libera; gareggiò in Coppa Europa, in Coppa del Mondo e ai Mondiali di Garmisch-Partenkirchen 1978, senza ottenere piazzamenti di rilievo. Non prese parte a rassegne olimpiche.

## Palmarès

### Europei juniores
- 1 medaglia[3]:
  - 1 bronzo (discesa libera a Gällivare 1976)